# Dendrobium busuangense
Dendrobium busuangense är en orkidéart som beskrevs av Oakes Ames. Dendrobium busuangense ingår i släktet Dendrobium, och familjen orkidéer. Inga underarter finns listade i Catalogue of Life.